# Васил Узунов (революционер)
 Тази статия е за учителя и революционер.  За пистеля вижте Васил Узунов.  
Васил Узунов е български просветен деец и революционер, струмишки деец на Вътрешната македоно-одринска революционна организация.

## Биография
Васил Узунов е роден помежду 1875 и 1880 година в Богданци, тогава в Османската империя. Завършва образованието си в 1903 година в Солун, където и влиза във ВМОРО. По нареждане на организацията е назначен за учител в струмишкото село Муртино, където се запознава със съпругата си Анета Тромчева от Струмица, също учителка в селото. Като стъпват в брак се преселват в съседното село Съчево, където и двамата продължават да работят като учители. Като деец на освободителното движение среща се с Яне Сандански на Беласица.
При избухването на Балканската война в 1912 година семейството се изселва в Богданци. Когато в Междусъюзническата война в 1913 година гръцките войски настъпват към Богданци, семейството решава да се върне в Струмица, където се заселва в махалата Варош. След окупацията на града от гръцки войски, Васил е преследван заради участието си в освободителното движение. За да не бъде ликвидиран, укрива се в къщите на няколко струмишки семейства. Турчинка предава на гърците къде се крие и като го откритват и залавят, военни го намушкат десетки пъти с щик и го изоставят на улица като смятат, че е мъртъв, но той оцелява, като съпругата му го пренася на лекуване в чуждестранна болница в града, американска или английска. След тази случка продължава да живее в Струмица, която с Букурещкия договор става част от България.
По време на българското управление в Струмица живее и работи като учител в село Дървош. Към края на Първата световна война със семейството си се връща в града и се установява в Грънчарската махала. Умира към края на войната в Струмица. Погребан е в тогавашните гробища, които се намирали при днешната Паметник костница.